# UFC on ESPN: Woodley vs. Burns
UFC on ESPN: Woodley vs. Burns（ユーエフシー・オン・イーエスピーエヌ：ウッドリー・バーサス・バーンズ、別名UFC on ESPN 9）は、アメリカ合衆国の総合格闘技団体「UFC」の大会の一つ。2020年5月30日、ネバダ州ラスベガスのUFC APEXで開催された。

## 大会概要
本大会ではタイロン・ウッドリーとギルバート・バーンズのウェルター級戦が組まれた。

## 実施された新型コロナウイルス対策
ネバダ州アスレチック・コミッションとの協議により、UFC 249から始まったフロリダ州で開催された3大会で実施された新型コロナウイルス感染予防対策よりも厳格化された対策が実施された。
- 全ての選手及び大会関係者は大会開催地のラスベガスに移動する前に、新型コロナウイルスに関する質問票に回答する必要がある[1]。
- ホテル到着時に新型コロナウイルス感染検査を受けた後は、大会終了まで施設内で隔離される。施設からの外出はもちろんのこと、感染予防のため関係者以外の部外者との接触が禁止される[1]。
- 選手及び大会関係者のマスク着用の義務化[1]。
- 新型コロナウイルス感染検査は最低でも、ホテル到着時と、試合前日の計量時の2回以上実施される[1]。
- 本大会から6月27日のUFC on ESPN 12までのUFC APEXで行われたラスベガス開催の5大会で、2500回以上の新型コロナウイルス感染症検査が実施され、陽性反応が出たのは11件で、陽性率は0.4％だった[2]。

## 試合結果

### プレリミナリーカード
第1試合 フェザー級 5分3R
○  クリス・グティエレス vs.  ヴィンス・モラレス ×
2R 4:27 TKO（ローキック）
第2試合 バンタム級 5分3R
○  ケイシー・ケニー vs.  ルイス・スモルカ ×
1R 3:03 ギロチンチョーク
第3試合 フライ級 5分3R
○  ブランドン・ロイバル vs.  ティム・エリオット ×
2R 3:18 肩固め
第4試合 ライトヘビー級 5分3R
-  ジャマール・ヒル vs.  クリッドソン・アブレウ -
ノーコンテスト（薬物検査失格）
第5試合 ウェルター級 5分3R
○  ダニエル・ロドリゲス vs.  ガブリエル・グリーン ×
3R終了 判定3-0（30-27、30-27、30-27）
第6試合 女子フライ級 5分3R
○  ケイトリン・チュケイギアン vs.  アントニーナ・シェフチェンコ ×
3R終了 判定3-0（30-25、30-25、30-25）

### メインカード
第7試合 女子ストロー級 5分3R
○  マッケンジー・ダーン vs.  ハンナ・シファーズ ×
1R 2:36 膝十字固め
第8試合 157.5ポンド契約 5分3R
○  ルーズベルト・ロバーツ vs.  ブロク・ウィーバー ×
2R 3:26 リアネイキドチョーク
※ウィーバーの体重超過によりライト級から変更
第9試合 150ポンド契約 5分3R
○  ビリー・クアランティーロ vs.  スパイク・カーライル ×
3R終了 判定3-0（29-28、29-28、29-28）
第10試合 ヘビー級 5分3R
○  アウグスト・サカイ vs.  ブラゴイ・イワノフ ×
3R終了 判定2-1（27-30、29-28、29-28）
第11試合 ウェルター級 5分5R
○  ギルバート・バーンズ vs.  タイロン・ウッドリー ×
5R終了 判定3-0（50-45、50-44、50-44）

### 各賞
ファイト・オブ・ザ・ナイト：ブランドン・ロイバル vs. ティム・エリオット
パフォーマンス・オブ・ザ・ナイト：ギルバート・バーンズ、マッケンジー・ダーン
各選手にはボーナスとして5万ドルが授与された。

### カード変更
負傷などによるカードの変更は以下の通り。